# KV 코르트레이크
KV 코르트레이크(Koninklijke Voetbalclub Kortrijk, K.V. Kortrijk)는 벨기에 코르트레이크의 축구 클럽으로 현재 챌린저 프로 리그에서 활동하고 있다.

## 성적
- 벨기에 2부 리그: 우승 2회 (1905–06, 2007–08), 준우승 2회 (1979–80, 1997–98)
- 벨기에 컵: 준우승 1회 (2011–12)

## 선수 명단

### 현역
참고: FIFA 자격 규정에 따라 소속된 국가대표팀 국기를 표시합니다. 선수는 복수의 FIFA 비회원국 국적을 가지고 있을 수 있습니다.
| 번호 | 포지션 | 국적       | 이름          |
| ---- | ------ | ---------- | ------------- |
| 4    | DF     | 우크라이나 | 마르크 맘파시 |
| 8    | MF     | 토고       | 데르만 카림   |
| 18   | FW     |            | 코엔 코스톤스 |
| 19   | FW     |            | 나초 페리     |
| 24   | DF     |            | 후지이 하루야 |
| 33   | DF     |            | 료타로 쓰노다 |

| 번호 | 포지션 | 국적       | 이름               |
| ---- | ------ | ---------- | ------------------ |
| 93   | DF     | 아이티     | 장 케빈 두베른     |
| -    | FW     | 말레이시아 | 루크만 하킴 샴수딘 |

## 역대 감독
| 감독            | 임기        |
| --------------- | ----------- |
| 조르주 레이컨스 | 1988 ~ 1989 |
| 미셸 드 올프    | 1998 ~ 1999 |
| 조르주 레이컨스 | 2009 ~ 2010 |